# 寺田町 (和泉市)
寺田町（てらだちょう）は、大阪府和泉市の中部地域にある町名。

松尾川下流右岸に位置する小さな町でありながら、利便性の高い地域として知られている。町内にはスーパーマーケット、銀行、病院、幼稚園などの施設が集中しており、周辺地域からも多くの人が訪れるため、日々活気に満ちている。町を挙げて開催される「だんじり祭り」や「盆踊り」などの伝統的な行事を通じて、世代を超えた親睦と交流が行われている。

## 地理
和泉市中部地域の北西部に位置し、周囲を今福町、寺門町、観音寺町、弥生町、箕形町、および岸和田市（摩湯町）と接している。

### 河川・ため池
- 松尾川

## 歴史

### 沿革
かつての寺田村は1605年（慶長10年）の和泉国絵図に見られる村名。

明治に入ると和泉郡寺田村となり、1889年（明治22年）には和泉郡寺田村・箕形村・唐国村・内田村の合併により北松尾村が発足し、村域を「大字寺田」に改称。「大字唐国」に村役場を設置。その後、1896年（明治29年）に郡制の施行により泉北郡に属する。1956年（昭和31年）には和泉町、泉北郡北池田村・南池田村・北松尾村・南松尾村・横山村・南横山村の合併により和泉市が発足し「寺田町」に改称。
- 1956年（昭和31年）09月01日 - 1町6村の合併により和泉市が発足。
- 1973年（昭和48年）03月31日 - 和泉市立和気小学校（和気町）新設に伴い、和泉市立北松尾小学校から府営寺田住宅児童を分離[9]。
- 1979年（昭和54年）05月01日 - 観音寺町、寺門町、寺田町、および箕形町の接している地域を区画整理し、新たに弥生町が誕生。寺田町の一部が弥生町2丁目となる[10]。
- 2008年（平成20年）04月01日 - 寺田町が和泉市立和気小学校校区に変更[9]。

## 住居表示
住居表示が実施されている街区と実施年月日は以下の通りである。
| 丁目         | 街区  | 実施年月日                 |
| ------------ | ----- | -------------------------- |
| 寺田町一丁目 | 1-2番 | 2000年（平成12年）02月21日 |
| 寺田町二丁目 | 1-9番 | 2000年（平成12年）02月21日 |
| 寺田町三丁目 | 1-8番 | 2000年（平成12年）02月21日 |

## 人口統計

### 人口と世帯数
2024年（令和06年）09月末日現在の人口と世帯数は以下の通りである。
| 丁目         | 男    | 女      | 丁目計  | 世帯数  |
| ------------ | ----- | ------- | ------- | ------- |
| 寺田町       | 2人   | 5人     | 7人     | 4世帯   |
| 寺田町一丁目 | 209人 | 220人   | 429人   | 225世帯 |
| 寺田町二丁目 | 572人 | 703人   | 1,275人 | 611世帯 |
| 寺田町三丁目 | 164人 | 188人   | 352人   | 145世帯 |
| 計           | 947人 | 1,116人 | 2,063人 | 985世帯 |

### 年齢別人口
2024年（令和06年）09⽉末⽇現在の年齢別人口は以下の通りである。
| 丁目         | 0-14歳 | 15-64歳 | 65歳以上 | 丁目計  |
| ------------ | ------ | ------- | -------- | ------- |
| 寺田町       | 0人    | 4人     | 3人      | 7人     |
| 寺田町一丁目 | 38人   | 240人   | 151人    | 429人   |
| 寺田町二丁目 | 220人  | 688人   | 367人    | 1,275人 |
| 寺田町三丁目 | 52人   | 195人   | 105人    | 352人   |
| 計           | 310人  | 1,127人 | 626人    | 2,063人 |

※0-14歳は年少人口、15-64歳は生産年齢人口、65歳以上は老年人口を表す。

### 人口の変遷
国勢調査による人口の推移。
| 年                 | 人口  |
| ------------------ | ----- |
| 1995年（平成07年） | 2,158 |
| 2000年（平成12年） | 2,066 |
| 2005年（平成17年） | 1,770 |
| 2010年（平成22年） | 1,902 |
| 2015年（平成27年） | 2,003 |
| 2020年（令和02年） | 2,072 |

### 世帯数の変遷
国勢調査による世帯数の推移。
| 年                 | 世帯数 |
| ------------------ | ------ |
| 1995年（平成07年） | 733    |
| 2000年（平成12年） | 747    |
| 2005年（平成17年） | 666    |
| 2010年（平成22年） | 749    |
| 2015年（平成27年） | 831    |
| 2020年（令和02年） | 845    |

## 小・中学校の通学区域
市立小・中学校の通学区域は以下の通りである。
| 丁目         | 街区 | 小学校             | 中学校             |
| ------------ | ---- | ------------------ | ------------------ |
| 寺田町       | 全域 | 和泉市立和気小学校 | 和泉市立郷荘中学校 |
| 寺田町一丁目 | 全域 | 和泉市立和気小学校 | 和泉市立郷荘中学校 |
| 寺田町二丁目 | 全域 | 和泉市立和気小学校 | 和泉市立郷荘中学校 |
| 寺田町三丁目 | 全域 | 和泉市立和気小学校 | 和泉市立郷荘中学校 |

## 産業事業所数と従業者数
2021年（令和03年）現在の経済センサス調査による事業所数と従業員数は以下の通りである。
| 丁目         | 事業所数 | 従業員数 |
| ------------ | -------- | -------- |
| 寺田町一丁目 | 26箇所   | 547人    |
| 寺田町二丁目 | 22箇所   | 265人    |
| 寺田町三丁目 | 26箇所   | 97人     |
| 計           | 74箇所   | 909人    |

## 交通

### 鉄道
- 町内に鉄道路線や鉄道駅はない。

### 路線バス
- 南海バス光明池営業所管内[19]
  - 春木川線
- 停留所
  - 寺田住宅
  - 寺田

### 主な道路
高速自動車国道・一般国道・一般府道
- 大阪府道226号父鬼和気線

市道
- 和泉市道観音寺寺田摩湯線（和泉市68号線）

## 施設

### 教育機関
- ひばり幼稚園 - 寺田町2-2-2
- ひばりスイミングスクール - 寺田町1-2-2

### 神社・仏閣・祭事
- 不受不施日蓮講門宗日相寺 - 寺田町1-8-2
- 神明神社 - 寺田町3-3-24
- 寺田町地車庫 - 寺田町1-5

### 警察・消防・医療機関
- 消防団（第二分団寺田班）[20]
- 新仁会病院 - 寺田町2-7-39

### 商業施設
- ダイエー和泉店 - 寺田町2-3-5

### その他
- 紀陽銀行和泉支店 - 寺田町1-5-33
- 和泉寺田住宅（府営住宅） - 寺田町2-6